# 智能显示器
智能显示器（英語：Smart Display，最初代号Mira）是微软公司以配有觸控式螢幕的便携式LCD顯示器通过Wi-Fi连接作为PC瘦客户端的一个倡议。
微软于2002年初宣布该计划，并于2003年初发布产品，但计划最终于2003年12月宣告终止，产品的市场渗透率很低。

## 技术
智能显示器是采用电池供电的配有触摸屏的10英寸或15英寸LCD显示器（尺寸和形状类似Tablet PC），它通过一个802.11b WiFi 网络连接到PC，通过Transcriber（类似Graffiti）或使用弹出式软键盘进行文本输入，内置扬声器。部分型号有一个与有线PC、电脑键盘和鼠标连接器接合的坞。
此种显示器运行在基于Windows CE和.NET框架的Smart Display OS或Microsoft Windows CE for Smart Displays上。而其远程技术则基于Windows终端服务。Smart Display OS 1.0只能连接到一个Windows XP Professional主机系统，不过也有些人报告称使用NetMeeting可控制任何版本的Windows。
ViewSonic是第一家将智能显示器推向市场的制造商，其在2003年初推出了airpanel V150。这款机型包括一个15英寸1024×768 LCD，一个400 MHz Intel XScale处理器，32MB ROM，64MB RAM，以及802.11b无线网和一个面向主机的USB无线集线器。

## 问题
早在2002年初，分析家们就注意到了Mira计划的问题。
- Smart Display OS 1.0中，显示器使用时会锁定主机PC。微软将此归咎于授权问题（Windows XP Professional的每个副本授权给一名用户[2]）和资源管理问题。许可要求——不允许设备独立工作，不允许设备在PC主屏幕活动时连接到主机，且不允许多台智能显示器控制一台主机。这在媒体界引发了广泛嘲笑。
- 一台主机PC同一时间只能受到一台智能显示器的连接，阻碍了家庭中使用多台设备连接一台PC。[3]
- 尽管这些设备的CPU和内存配置以及操作系统与稍大的Pocket PC相似，但重量却与笔记本电脑相当，电池续航时间也相似，且它们还没有独立功能，只能配合主机PC使用。分析师猜测[4]Smart Display受到了削弱，以免有影响Tablet PC市场的风险。
- 不可能进行视频流连接速度不够快，且遠端桌面協定不包含有助视频的增强功能。
- 微软曾打算将智能显示器的售价定位在约500美元，但这些设备在市场上的最终售价为1000-1500美元，相较而言的笔记本电脑价格大约是600美元。[5]

## 历史
比尔·盖茨在2002年的消费电子展上宣布了Mira计划。
最早宣布的技术合作伙伴包括AboCom、富士通, 英特尔, LG電子, 美國國家半導體, NEC、Philips Consumer Electronics、大同公司、三寶電腦、优派、纬创资通和Wyse。
Smart Display OS 1.0受到了多家显示器制造商的支持，包括三星集团、LG、TriGem、Philips、ViewSonic、Fujitsu和NEC。产品包括Fujitsu FMSDP-101、the NEC PK-SD10、the Philips DesXcape、the Trigem Play@PAD和ViewSonic airpanel。
Smart Display OS 1.5原定于2003年年底推出，旨在使个人电脑能同时连接普通显示器与智能显示器。微软后来变更了时间表，将其归纳并于2004年后半年发布了Smart Display OS 2.0，其中增加了移动图像处理等额外功能。

## 取消
在与多家液晶显示器制造商签订合作协议，并且其中一些制造商（如LG）准备于2004年初发布智能显示器1.5产品的情况下，微软最终于2003年12月22日宣布取消该倡议。
LG表示，即便没有微软的支持也会继续坚持智能显示器，尽管不会有产品出现。
有人提出，代号Origami的Ultra-Mobile PC（UMPC）是智能显示器的未来方向。

### 注脚
1. ↑  Microsoft dumps Smart Display （页面存档备份，存于） - ZDNet, 6 January 2004
2. ↑  Mira, Mira in the bin （页面存档备份，存于） (Matt Loney, ZDNet UK, 29 November 2002)
3. ↑  Mira gets rugged and magnetic （页面存档备份，存于） - ZDNet, 13 March 2002
4. ↑  Microsoft's Mira - take smart display, maim, serve （页面存档备份，存于） (John Lettice, The Register, 18 March 2002)
5. ↑  And now, the portable desktop PC, up to a point （页面存档备份，存于） - New York Times, 2 January 2003
6. ↑  Mira device gains new supporters 的存檔，存档日期2011-07-21. - ZDNet, 13 March 2002
7. ↑  LG `will persist' with Smart Display, even after Microsoft drops it （页面存档备份，存于） (Guy Kewney, newswireless.net, Thursday 8 January 2004)
8. ↑  . 新浪科技. 2003-12-31  [2017-11-05]. （原始内容存档于2017-11-07）.
9. ↑  .   [2006-09-26]. （原始内容存档于2006-10-29）. Smart Display evolves

### 拓展阅读
- Microsoft Unveils Windows CE for Smart Displays Naming (Microsoft press release, 26 June 2002)
- Microsoft Mira hung up on licensing （页面存档备份，存于） (Matthew Broersma, ZDNet UK, 28 November 2002)
- Meet 'Mira', a .NET-based smart display device technology (WindowsForDevices, 26 June 2002)
- STATE OF THE ART: And Now, the Portable Desktop PC, Up to a Point (David Pogue, New York Times, Thursday 2 January 2003)
- ViewSonic airpanel V150 （页面存档备份，存于） (Rupert Goodwins, ZDNet UK, 15 April 2003)
- Microsoft Abandons Smart Display Project, Stranding Domestic Monitor Makers （页面存档备份，存于） (Yoo Hyung-jun, ETNEWS [Korea], Tue 23 December 2003)
- Smart Display Gripes (Computer Gripes, 6 January 2004)
- Microsoft dumps Smart Display （页面存档备份，存于） (Matt Loney, ZDNet UK, 6 January 2004)
- Smart Displays - good riddance to dumb technology （页面存档备份，存于） (Matt Loney, ZDNet UK, Tuesday 6 January 2004)
- NEWS FLASH: R.I.P. Smart Displays? (WindowsForDevices, 6 January 2004)